# إل دبليو إن.نت
إل دبليو إن.نت (بالإنجليزية: LWN.net)‏ هي مجلة إلكترونية متخصصة في مجال الحوسبة مع التركيز على البرمجيات الحرة والبرمجيات المخصصة لنظم تشغيل لينكس وغيرها من أنظمة التشغيل الشبيهة بيونكس. تتكون المجلة من إصدار أسبوعي بالإضافة إلى مقالات منفصلة تنشر في معظم الأيام، مع نقاشات متسلسلة مرفقة بكل مقال. معظم الأخبار المنشورة يوميًا هي عبارة عن ملخصات قصيرة لمقالات منشورة في مواقع أخرى، وهي متاحة مجانًا لجميع المتصفحين. أما المقالات الأصلية فتُنشر عادةً أسبوعيًا أيام الخميس وتكون متاحة للمشتركين فقط لمدة أسبوعين، ثم تصبح مجانية بعد ذلك. يُعدّ إل دبليو إن.نت جزءاً من شركة إكلكتكس (بالإنجليزية: Eklektix, Inc.)‏.
يستهدف إل دبليو إن.نت جمهورًا أكثر تخصصًا في المجال التقني مقارنةً بالمجلات والمنشورات الأخرى المعنية بنظام لينكس والبرمجيات الحرة. وغالبًا ما تحظى بالإشادة لتغطيتها المتعمقة للآليات الداخلية لنواة لينكس ومناقشات القائمة البريدية الخاصة بنواة لينكس.

## التاريخ

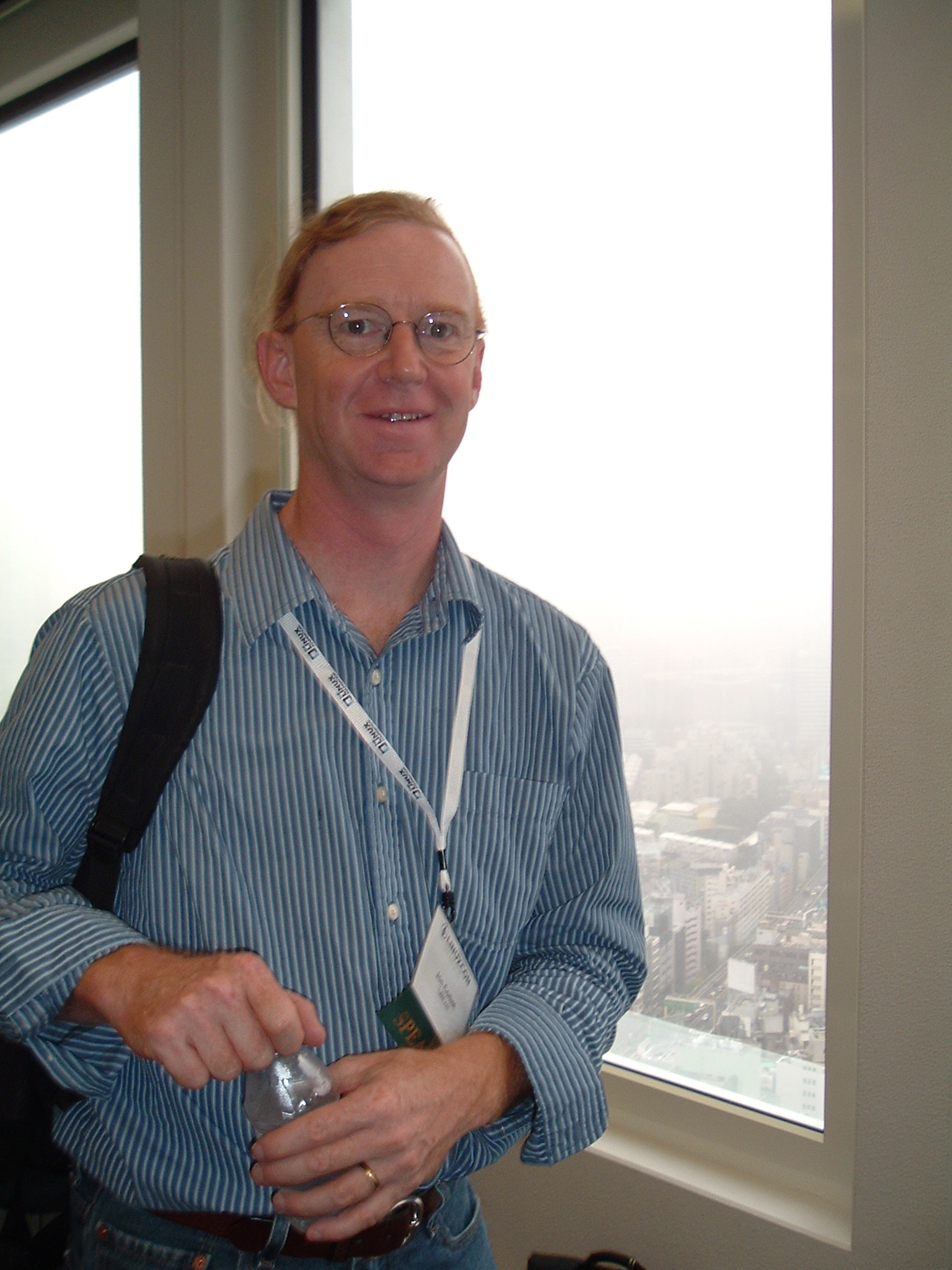
جوناثان كوربت في لينكس‌كون اليابان (2010)

تأسست إل دبليو إن على يد جوناثان كوربت وإليزابيث كولباو، ونُشرت منذ يناير 1998. كانت المجلة في الأصل موقعًا مجانيًا مكرسًا لجمع أخبار لينكس، وأصدرت على نحو أسبوعي.
كان الاختصار "LWN" يرمز في الأصل إلى «أخبار لينكس الأسبوعية» (بالإنجليزية: Linux Weekly News)‏؛ لكن هذا الاسم لم يعد مستخدمًا لأن الموقع لم يعد يغطي موضوعات متعلقة بلينكس حصرًا، إض أصبح يقدم المحتوى بشكل يومي، وفي عام 2000، استحوذت شركة توكوز على «أخبار لينكس الأسبوعية» (والتي ألغت استحواذها عام 2002).
في نهاية مايو 2002، أعلنت إل دبليو إن عن إعادة تصميم موقعها. ومن بين التغييرات كانت إضافة ميزة تتيح للقراء نشر تعليقاتهم حول المقالات.
في 25 يوليو 2002، أعلنت إل دبليو إن أنه نظرًا لعدم قدرتها على جمع أموال كافية من خلال التبرعات، فإن العدد التالي سيكون الأخير. وبعد تدفق الدعم من القراء، قرر محررو إل دبليو إن مواصلة النشر، ولكن مع الاعتماد نموذج الاشتراك شهري. أصبحت الإصدارات الأسبوعية الجديدة من إل دبليو إن متاحة في البداية فقط للقراء المشتركين في أحد المستويات الثلاثة (كما تتوفر اشتراكات جماعية). وبعد أسبوعين، تصبح كافة الإصدارات متاحة مجانًا للقراء غير القادرين أو غير الراغبين في الدفع.

## المساهمون
طاقم إل دبليو إن.نت حتى شهر أبريل 2024 يتكون من:
- جوناثان كوربت: المحرر التنفيذي، والمسؤول عن فقرة «تغطية نواة لينكس والمزيد»
- جيك إدج: محرر، والمسؤول عن فقرة «تغطية بايثون والمزيد»
- داروك ألدن: محرر، والمسؤول عن فقرة «تغطية لغات البرمجة والمزيد»
- جو بروكماير: محرر، والمسؤول عن فقرة «تغطية توزيعات لينكس والمزيد»

كما يشتري موقع إل دبليو إن.نت أحيانًا عددًا من المقالات من كتّاب مستقلين.

## وصلات خارجية
- الموقع الرسمي
- "Linux and free software timeline Index". 2013 [1998]. مؤرشف من الأصل في 2025-01-26. Ten-year anniversary retrospective series. 2005 [1997]
- "Subscribers survey". LWN. فبراير 2007. مؤرشف من الأصل في 2025-02-17. Demographics and site sections popularity